# Chen Shih-chung
Dans ce nom chinois, le nom de famille, Chen, précède le nom personnel Shih-chung.
Pour les articles homonymes, voir Chen.
Chen Shih-chung (chinois traditionnel : 陳時中 ; pinyin : Chén Shízhōng), né en décembre 1953, est un homme d'État taïwanais.
De 2017 à 2022, il occupe le poste de ministre de la Santé et du Bien-être.

## Jeunesse
Chen est diplômé de l'école dentaire de l'université de médecine de Taipei.

## Carrière politique
Chen entre en fonction au ministère de la Santé et du Bien-être le 8 février 2017.
Il est en poste pendant la pandémie de Covid-19, apparue en novembre 2019 et déclarée sur le territoire taïwanais depuis le 21 janvier 2020. Il est désigné le 23 janvier pour diriger le Central Epidemic Command Center (CECC), activé trois jours plus tôt en tant que centre de commandement coordonnant la gestion de crise sanitaire au niveau national,,. Il tient entre autres une conférence de presse quotidienne et retransmise au public, afin de faire un état des lieux sur le nombre de nouveaux cas et éventuels décès et guérisons ainsi qu'une mise à jour de la situation générale et des mesures sanitaires entreprises,,. Sa réponse avec succès face à la pandémie, ainsi que sa communication efficace lors de ses prises de paroles journalières, lui accordent une forte notoriété nationale.
Alors qu'il est choisi par le Parti démocrate progressiste en tant que candidat à la mairie de Taipei en vue des élections municipales de novembre 2022, Chen Shih-chung présente sa démission au mois de juillet ; cette dernière n'est effective qu'à partir de l'intronisation de son successeur. De même, il laisse sa place au sein du CECC ; Hsueh Jui-yuan lui succède au ministère le 18 juillet. Il s'incline lors des élections face à son adversaire du Kuomintang.

## Anecdotes
Son prénom Shih-chung, dont la phonétique est proche du mot chinois désignant une horloge (chinois traditionnel : 時鐘 ; pinyin : Shízhōng), est à l'origine d'un dicton popularisé à Taïwan pendant la pandémie de Covid-19 : « Si vous allez dans le sens des aiguilles d'une montre, vous gagnerez, si vous allez dans le sens inverse, vous perdrez ».